# Petra Boesler
Petra Boesler, in seguito Wach (Berlino, 19 settembre 1955), è un'ex canottiera tedesca.

## Palmarès
Tutte le medaglie elencate sono state conquistate in rappresentanza della Germania Est.

### Olimpiadi
- 1 medaglia:
  - 1 argento (Montréal 1976 nel due di coppia)

### Mondiali
- 2 medaglie:
  - 1 oro (Amsterdam 1977 nel quattro di coppia)
  - 1 argento (Nottingham 1975 nel due di coppia)